# Theodor von Winterhalder
Theodor von Winterhalder (německy Theodor Ritter von Winterhalder) (25. listopadu 1861 Vídeň – 14. března 1941 Burgau) byl rakousko-uherský admirál. Jako absolvent námořní akademie sloužil u c. k. námořnictva od roku 1880, celoživotně se zajímal o technické obory a prosazoval zavádění novinek v námořnictvu. Vyznamenal se především jako důstojník rakousko-uherského kontingentu v rámci mezinárodních operací v potlačení boxerského povstání v Číně (1900–1901). Uplatnil se také jako spisovatel a v letech 1910–1913 byl šéfem námořní rozvědky. V roce 1913 byl penzionován, ale na začátku první světové války byl znovu povolán do aktivní služby. Působil jako námořní poradce u vrchního velení armády a v roce 1916 byl povýšen do hodnosti kontradmirála. Po zániku monarchie žil v soukromí ve Štýrsku.

## Životopis

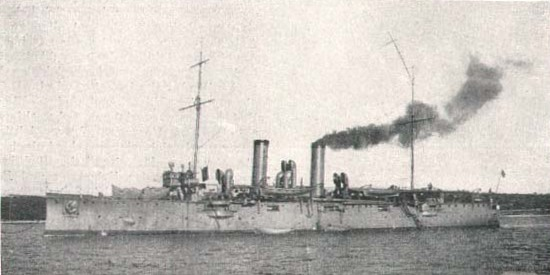
Křižník SMS Zenta, na němž se Theodor von Winterhalder zúčastnil boxerského povstání v Číně (1900–1901)

Byl synem architekta Josefa Winterhaldera (1813–1888), vrchního stavebního rady ve Vídni. Studoval na gymnáziu ve Vídni a v letech 1876–1880 absolvoval C. k. námořní akademii v Rijece. K námořnictvu vstoupil jako kadet v roce 1880 a další průpravu získal na cvičné lodi SMS Novara (1882). V letech 1883–1884 sloužil na parníku SMS Taurus, který byl staniční lodí v Istanbulu. V roce 1884 získal hodnost praporčíka a dva roky byl úředníkem v námořní sekci na ministerstvu války. V letech 1887–1889 absolvoval dvouletou cestu přes Perský záliv a Indický oceán do východní Asie na korvetě SMS Fasana kapitána Emila Wohlgemutha. Po návratu sloužil jako instruktor na cvičné lodi SMS Schwarzenberg a v letech 1891–1892 absolvoval kurz pro obsluhu torpéd na cvičné lodi SMS Alpha.
Postupoval v hodnostech (poručík II. třídy 1891, poručík I. třídy 1894), uplatňoval se jako torpédový důstojník a velitel menších plavidel typu torpédových člunů, sloužil u štábu eskadry a v letech 1895–1899 byl zaměstnán u operační kanceláře námořní sekce na ministerstvu války. V roce 1899 odplul jako dělostřelecký důstojník na křižníku SMS Zenta do Číny, kde se zúčastnil mezinárodního zákroku proti boxerskému povstání. V Pekingu krátce setrval jako velitel dělostřelectva vojenské jednotky vyloděné na pevninu pro ochranu západoevropských diplomatických zastoupení (1900). Jeho aktivity nabyly na významu především po smrti velitele Zenty kapitána Eduarda Thomanna (1853–1900), který byl zavražděn čínskými povstalci. Winterhalder již tehdy proslul utajováním komunikace, kterou později zužitkoval v námořní rozvědce (své zprávy z Číny posílal v chorvatštině). Do Evropy se vrátil jako instruktor na cvičné lodi SMS Donau (1901) a po návratu byl znovu přidělen k námořní sekci na ministerstvu války, kde měl za úkol sepsat pojednání o svém pobytu v Číně (1901–1902).

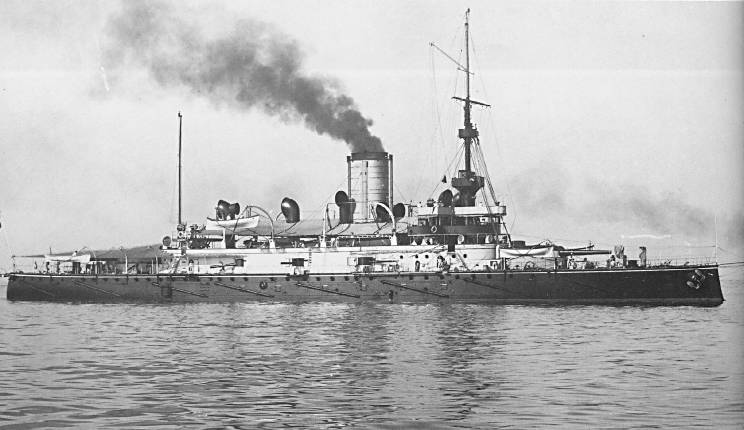
Bitevní loď SMS Budapest, na níž Theodor von Winterhalder sloužil jako zástupce velitele (1902–1903)

V letech 1902–1903 byl prvním důstojníkem na bitevní lodi SMS Budapest a k datu 1. listopadu 1903 byl povýšen na korvetního kapitána. V dalších letech působil u sborového námořního velitelství v Pule nebo Námořního technického výboru (1906–1909), byl také šéfem štábu divize. V hodnosti fregatního kapitána (1. května 1907) byl na lodi SMS Pelikan velitelem torpédové sekce křižníkové flotily (1909). V letech 1909–1910 byl byl prezidentem Námořní technické kontrolní komise (Maritim-technische Kontrol-Kommission) a k datu 1. listopadu 1909 získal hodnost kapitána řadové lodi. V letech 1910–1913 byl ředitelem námořních zpravodajských služeb (Marine-Evidenzbureau) a v září 1913 byl penzionován.
Na začátku první světové války byl znovu povolán do aktivní služby a na ministerstvu války byl v srpnu 1914 pověřen vedením šifrovací kanceláře (Chiffrier-Büro), v níž zúročil své předchozí působení v námořní rozvědce. Od listopadu 1915 byl referentem pro námořnictvo u vrchního velení armády a k datu 1. května 1916 získal hodnost kontradmirála. Ještě před koncem války byl v červenci 1918 přeložen do stavu záloh a od té doby žil v soukromí.
Celoživotně se vzdělával v technických oborech a prosazoval zavádění technických novinek u námořnictva. Publikoval také několik odborných článků, jeho nejvýznamnější prací byla kniha Die Österreichisch-Ungarische Kriegsmarine Im Weltkriege, vydaná v roce 1921 v Mnichově. a jeho aktivity s mezinárodním přesahem mu vynesly řadu ocenění i v zahraničí. Veřejného života se zúčastňoval také jako člen Rakouské společnosti pro podporu lodní dopravy (Österreichischer Flottenverein). Po rozpadu monarchie se usadil ve Vídni, později žil v Burgau ve Štýrsku. Zde také zemřel 14. března 1941 ve věku 79 let a byl pochován na hřbitově St Leonhard ve Štýrském Hradci.
V roce 1895 se oženil s baronkou Hedwig Lazariniovou (1863–1939), dcerou c. k. podplukovníka Johanna Lazariniho. Z manželství se narodila dcera Ida (1896–1920) a syn Wilhelm (1898–1967), který po druhé světové válce přesídlil do Argentiny.

## Tituly a ocenění
Po nobilitaci svého otce v roce 1879 užíval šlechtický titul rytíře (Ritter von Winterhalder). Během služby u námořnictva se stal nositelem řady vyznamenání v Rakousku-Uhersku i v zahraničí.

### Rakousko-Uhersko
- Válečná medaile (1883)
- Jubilejní pamětní medaile (1898)
- Vojenský záslužný kříž (1899)
- Řád železné koruny III. třídy s válečnou dekorací (1900)
- Služební odznak pro důstojníky III. třídy (1905)
- Vojenský jubilejní kříž (1908)
- Vojenská záslužná medaile (1908)
- rytířský kříž Leopoldova řádu s válečnou dekorací (1916)
- Řád železné koruny II. třídy s válečnou dekorací (1917)
- Služební odznak pro důstojníky II. třídy (1918)

### Zahraničí
- Řád pruské koruny III. třídy (1895, Německo)
- Řád siamské koruny IV. třídy (1895, Siam)
- důstojník Řádu čestné legie (1901, Francie)
- důstojník Řádu Leopolda (1902, Belgie)
- komandér Řádu italské koruny (1902, Itálie)
- Řád sv. Stanislava II. třídy (1907, Rusko)
- Řád vycházejícího slunce V. třídy (1907, Japonsko)
- Námořní záslužný kříž III. třídy (1913, Španělsko)
- Železný kříž II. třídy (1916, Německo)
- Železný kříž I. třídy (1917, Německo)
- Válečná medaile (1917, Osmanská říše)